# Middleton, New Hampshire
Middleton är en kommun (town) i Strafford County i delstaten New Hampshire, USA med 1 783 invånare (2010). 